# Heremakono
Heremakono es una película del año 2002.

## Sinopsis
Abdallah, un joven muchacho, recupera a su madre en Nouadhibou, a la espera de su viaje hacia Europa. En ese lugar de exilio del que no comprende el idioma, trata de descifrar el universo que le rodea : Nana, una joven mujer sensual que busca seducirle, Makan que sueña como él con partir, Maata, un viejo pescador reconvertido en electricista, su joven y despierto aprendiz Khatra, que le ayudará a salir de su aislamiento enseñándole el dialecto local. Estas comunidades se cruzan y separan, la mirada fija en el horizonte, a la espera de una hipotética felicidad…